# チョッパリ
チョッパリ（朝鮮語: 쪽발이/쪽바리）とは、朝鮮民主主義人民共和国および大韓民国における日本人に対する差別用語。韓国においては国会、主要メディアの場での使用は控えられている（歴史ドラマを除く）。一方、朝鮮民主主義人民共和国においては要人やメディア、特に同国国外向け放送において多くみられる。

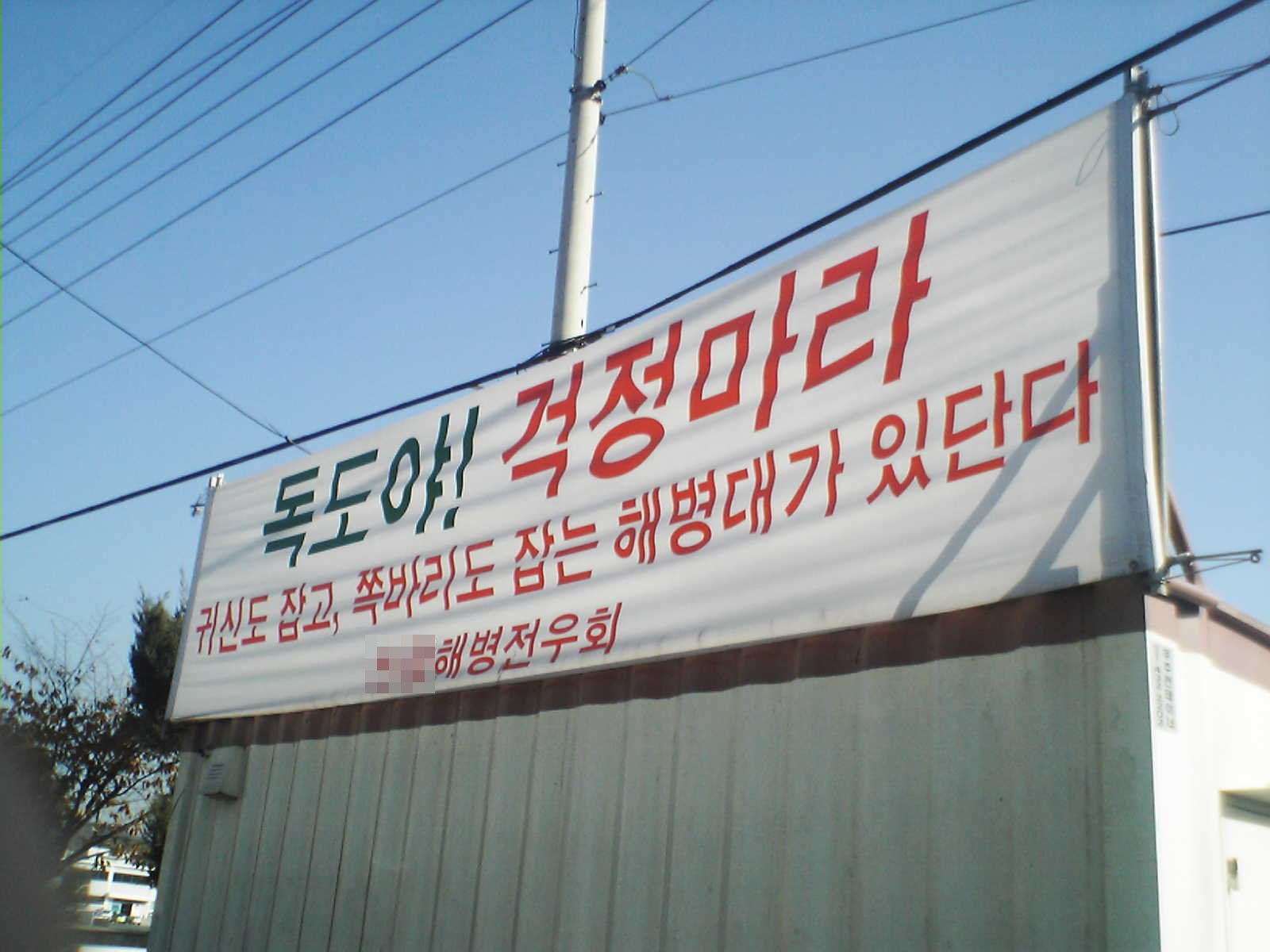
竹島問題に関連して掲げられた横断幕。「独島よ！心配するな。鬼神を捕まえ、チョッパリも捕まえる海兵隊がある。」と書かれている。

## 語源

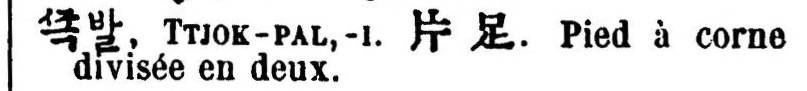
『Dictionnaire coréen-français』1880年

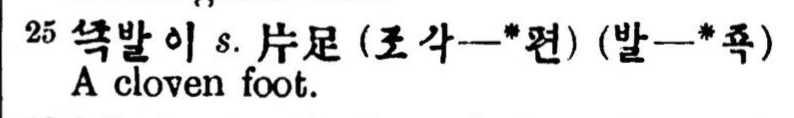
『Korean English dictionary』1897年

元々「双蹄」などの意味で使われていた朝鮮語が転じたものであり、「豚足」を語源とするのは誤りである。

国立国語院標準国語大辞典には「日本人が足の親指と残りの指を分ける下駄を履くことから来た言葉」とある。
慶尚北道方言では口蓋裂、江原道方言ではヒトデを意味する。
1880年にパリ外国宣教会が横浜で出版した韓仏辞典『Dictionnaire coréen-français』に「ᄶᅩᆨ발. Pied à corne divisée en deux.」との記載がある。同じく横浜で出版されたカナダ人宣教師ジェームス・ゲイル著の韓英辞典『Korean English dictionary』（1897年）にも「ᄶᅩᆨ발이 A cloven foot.」とあることから、日韓併合条約以前からチョッパリという単語が存在していたことが確認できる。

## 補足
ハングル表記は「쪽발이」が正式な綴りだが、実際の発音に近い「쪽바리」や「쪽빠리」と表記されることも多い。
類似の侮蔑語に、「パンチョッパリ（반쪽발이）」があるが、半分日本人を意味する言葉で、日本贔屓や日本人のような行動をする人に対しても使われるが、在日韓国・朝鮮人や日本人と結婚した同胞及びその子、子孫を揶揄する場合に用いられる事が多い。差別用語ではないが類義語に「キョッポ（교포/僑胞）」がある。

## 文芸作品
- 小林勝『蹄の割れたもの』（1969年） - 朝鮮で生まれ育った日本人が敗戦を境に「部外者」であることを強く認識して「チョッパリ」という精神的な刑を自らに与えたという内容の短編小説。『チョッパリ-小林勝小説集』（1970年）に収録。
- 李恢成『半チョッパリ』（1971年） - 帰化問題に葛藤する在日青年を主人公にした短編小説。『砧を打つ女』（1972年）に収録。
- 西部邁『友情-ある半チョッパリとの四十五年』（2005年） - 著者と在日ヤクザ海野治夫の交友を振り返った自伝的長編評論。

## チョッパリ以外の日本人への蔑称
履物に由来するもの
ケダジャク（下駄 - 、게다짝）、チャゲパル（짜개발）、タルカッパリ（딸깍발이）
島に由来するもの
トイ（島夷 도이）
ソムオランケ（島 - 、섬오랑캐）
「倭」に由来するもの
ウェノ（倭奴 왜노）、ウェノム（倭놈 왜놈） 「倭の奴」という意味で、特に日本人男性をかなり蔑んで呼ぶ表現
ウェニョ（倭女 왜녀） 日本人女性を指す侮辱語
ウェイン（倭人 왜인） 「矮人」即ち「背が極端に低い人、小人」と発音が同じだが「ウェノム」に比べれば侮蔑的な意味合いが薄い
ウェジョク（倭敵・倭賊 왜적） 「敵たる日本人」だとか、所謂「倭寇」の如く盗みを働いたりする日本人に対する蔑称
ウェチ（倭치 왜치）
ウェグァンデ（倭광대 왜광대）
ウェグ （倭寇 왜구）
その他
イルボンノム（日本 - 、일본놈）
ジェブス（잽스）